# Garta
Danske gartnere oprettede i 1918 Gartnernes Fællesindkøb Garta med henblik på at tilvejebringe råmaterialer, som skulle bruges i gartneriproduktionen. Selskabet blev som mange andre aktiviteter indenfor landbrug og gartneri etableret i andelsform. Garta blev i 2003 fusioneret med et andet dansk andelsselskab, DLG (Dansk Landbrugs Grovvareselskab Amba).